# Saurauia schmutzii
Saurauia schmutzii är en tvåhjärtbladig växtart som beskrevs av R.D. Hoogland. Saurauia schmutzii ingår i släktet Saurauia och familjen Actinidiaceae. Inga underarter finns listade i Catalogue of Life.